# ゲルファント＝レヴィタン＝マルチェンコ方程式
ゲルファント＝レヴィタン＝マルチェンコ方程式（ゲルファント＝レヴィタン＝マルチェンコほうていしき、英: Gelfand-Levitan-Marchenko equation）、またはGLM方程式とは、量子力学における散乱の逆問題に現れる積分方程式。方程式の名はロシアの数学者イズライル・ゲルファント及びウクライナの数学者ボリス・レヴィタン、ウラジミール・マルチェンコに因む。一次元のシュレディンガー方程式の逆問題では、ゲルファント＝レヴィタン＝マルチェンコ方程式を解くことで、散乱データから逆に元のポテンシャルを求めることができる。KdV方程式や非線形シュレディンガー方程式といった可積分系における非線形偏微分方程式の初期値問題は、逆散乱法によって解くことができるが、そこでゲルファント＝レヴィタン＝マルチェンコ方程式は基本的な役割を果たす。1950年代に、ゲルファントを中心とする学派は一次元シュレディンガー方程式の逆スペクトル問題の研究を精力的に行っており、1951年にゲルファントとレヴィタンはスペクトル関数からポテンシャルを求める問題がヴォルテラ型積分方程式に帰着することを示した。また、1955年にマルチェンコは散乱行列からポテンシャルを構成する手法を示した。

## 導入
一次元の無限に広がった直線領域でのシュレディンガー方程式を
{\displaystyle \left(-{\frac {d^{2}}{dx^{2}}}+u(x)\right)\varphi (x)=\lambda \varphi (x)\quad (-\infty <x<\infty )}
と表す。ここで、ポテンシャルu(x) は遠方（|x|→ ∞）で十分早くゼロに近づくものとする
。
このとき、固有値λは実数値のみをとり、波動関数としてはλ>0となる連続スペクトルに対応する連続スペクトル状態とλj<0となる有限個の離散スペクトルに対応する束縛状態が存在する。連続スペクトル状態において、λ=k2（kは実数）とすると、|x|→ ∞で平面波e±ikxに漸近するJost解と呼ばれる解の組は、反射係数r (k )及び透過係数t (k )で特徴付けられる。一方、束縛状態では、λj=(iκj)2（κj>0）とすると、束縛状態は有限個（j=1,…,N）で、かつ縮退は生じない。また、対応するJost解の規格化係数をcjとすると、規格化されたJost解は、|x|→ ∞でcje-κjxの形で指数的に減衰する。
連続スペクトル状態の反射係数r (k )、束縛状態のκj、規格化係数cj で定まる{r (k ),  κj, cj (j=1,…,N)}の組を散乱データと呼ぶ。散乱の順問題では、入射波がポテンシャル関数によって、どのように散乱されるを議論するが、逆問題では与えられた散乱データから元のポテンシャル関数がどのように求まるかを考える。

## GLM方程式
散乱データ{r (k ), cj, κj (j=1,…,N)}から定まる関数
{\displaystyle F(x)=\sum _{j=1}^{N}c_{j}^{\,2}e^{-\kappa _{j}x}+{\frac {1}{2\pi }}\int _{-\infty }^{\infty }\!r(k)e^{ikx}dk}
に対し、
{\displaystyle K(x,y)+F(x+y)+\int _{x}^{\infty }\!K(x,z)F(z+y)dz=0\quad (x<y)}
で与えられる積分方程式をゲルファント＝レヴィタン＝マルチェンコ方程式、またはGLM方程式という。
このとき、散乱データに対応するポテンシャルu(x)は
{\displaystyle u(x)=-2{\frac {d}{dx}}K(x,x)=-\left\{{\frac {\partial }{\partial x}}K(x,y){\bigr |}_{y=x}+{\frac {\partial }{\partial y}}K(x,y){\bigr |}_{y=x}\right\}}
によって、求まる。